# CNA Center
Het CNA Center, voorheen bekend als het Continental Center III, is een wolkenkrabber in Chicago, Verenigde Staten. Het gebouw valt op door zijn felrode kleur en is 183,19 meter hoog. Het werd tussen 1970 en 1972 gebouwd.

## Ontwerp
Het CNA Center is bekleed met rood staal. Ook veel delen van het interieur hebben een felrode kleur. Het bevat 28 liften en telt 44 verdiepingen. Het gebouw is door Graham, Anderson, Probst & White in de Internationale Stijl ontworpen. Het heeft een totale oppervlakte van 120.773 vierkante meter.
Vroeger bevatte de gevel van het gebouw ramen die het uitzetten en inkrimpen van het staal door temperatuursverschillen niet aankonden. Daardoor had het gebouw al meerdere ramen laten barsten. Op 28 juni 1994 viel een stuk glas van een raam naar beneden waar het Scott Cowan, die op het voetpad bij het gebouw liep, verwondde. Op 8 oktober 1999 viel nogmaals een stuk glas naar beneden. Ditmaal werd Ana Flores, die aan de andere kant van de straat liep, dodelijk geraakt. Het onderzoek dat toen werd ingesteld onthulde dat het raam al meerdere maanden lang gebarsten was en het gebouw 20 jaar lang al ramen had laten barsten. De eigenaar liet alle 3.000 ramen in het gebouw vervangen.